# Annibale Maggi
Annibale Maggi (... – 1504) è stato un architetto italiano esponente del rinascimento.
Maggi si rese protagonista di una lunga carriera da amministratore pubblico (grazie al sostegno di Venezia), nonostante la sua famiglia non fosse fra il ristretto numero delle antiche casate di città di Padova. Per quarantasette anni, dalla sua elezione a Cavaliere alle Biade nel 1457 fino alla sua morte nel 1504, Maggi fu uno degli esponenti di primo piano della comunità di Padova. Progettò e seguì la costruzione della loggia del Consiglio a Padova nel 1493, fu architetto e proprietario della casa di San Giovanni degli Specchi. Era conosciuto anche come Annibale Bassano o da Bassano.